# Donji Oštrc
Donji Oštrc – wieś w Chorwacji, w żupanii zagrzebskiej, w gminie Žumberak. W 2011 roku liczyła 72 mieszkańców.